# Heinkel HD 19
Heinkel HD 19 var ett biplan utvbecklat av Heinkel för det svenska flygvapnet, där flygplanet användes under beteckningen J 4.
I samband med att Svenska flygvapnet bildades hade man ännu inte organiserat vilken typ av flygplan som egentligen behövdes inom vapenslaget. Man behövde nu ett jaktflygplan, och ville då förse planet med flottörer och flygvapnets standardmotor Bristol Jupiter VI. Goda kontakter med Heinkel gjorde att man 1928 kunde beställa ett flygplan skräddarsytt utifrån svenska kravspecifikationer där, resultatet blev Heinkel HD 19. Orden var på sex flygplan av vilka de första två tillverkades i Tyskland och de andra fyra vid Svenska Aeros verkstäder på Lidningö och levererades 1928-1929 till Roslagens flygflottilj i Hägernäs.
Efter introduktion och inskolning sommaren 1930 skulle J 4 utgöra andra marinflygdivisionens första grupp, Jaktflyggruppen. Flottörerna visade sig dock göra flygplanen mycket olämpliga som jaktflyg. Genom att grundkonstruktionen förberetts för alternativa landningsställ så kom flygplanen att i stället förses med skid- och hjulställ. De tre J 4 som i november 1934 fanns kvar i bruk överfördes då till F 1 i Västerås, där de tjänstgjorde som reservflygplan och senare som materielreserver. Det sista av flygplanen kasserades 31 augusti 1937 på grund av förslitning.